# 秋田県立西仙北高等学校
秋田県立西仙北高等学校（あきたけんりつ にしせんぼくこうとうがっこう）は、秋田県大仙市に所在する公立の高等学校。通称は「西高」及び「西仙」。

## 設置学科
- 普通科
  - ビジネスコース(商業)
  - ライフデザインコース(福祉)
  - 文理総合コース(進学)

## 沿革
- 1948年（昭和23年）6月25日 - 秋田県立大曲農業高等学校定時制課程刈和野分校設置される。
- 1957年（昭和32年）4月1日 - 秋田県立大曲農業高等学校西仙北分校に改称。
- 1960年（昭和35年）4月1日 -  秋田県立大曲農業高等学校協和分校と統合。
- 1965年（昭和40年）4月1日 -  秋田県立西仙北高等学校として開校。

## アクセス
- JR奥羽本線刈和野駅より徒歩20分

## 著名な出身者
- 進藤拓也 - 元プロ野球選手